# オルドネス砲

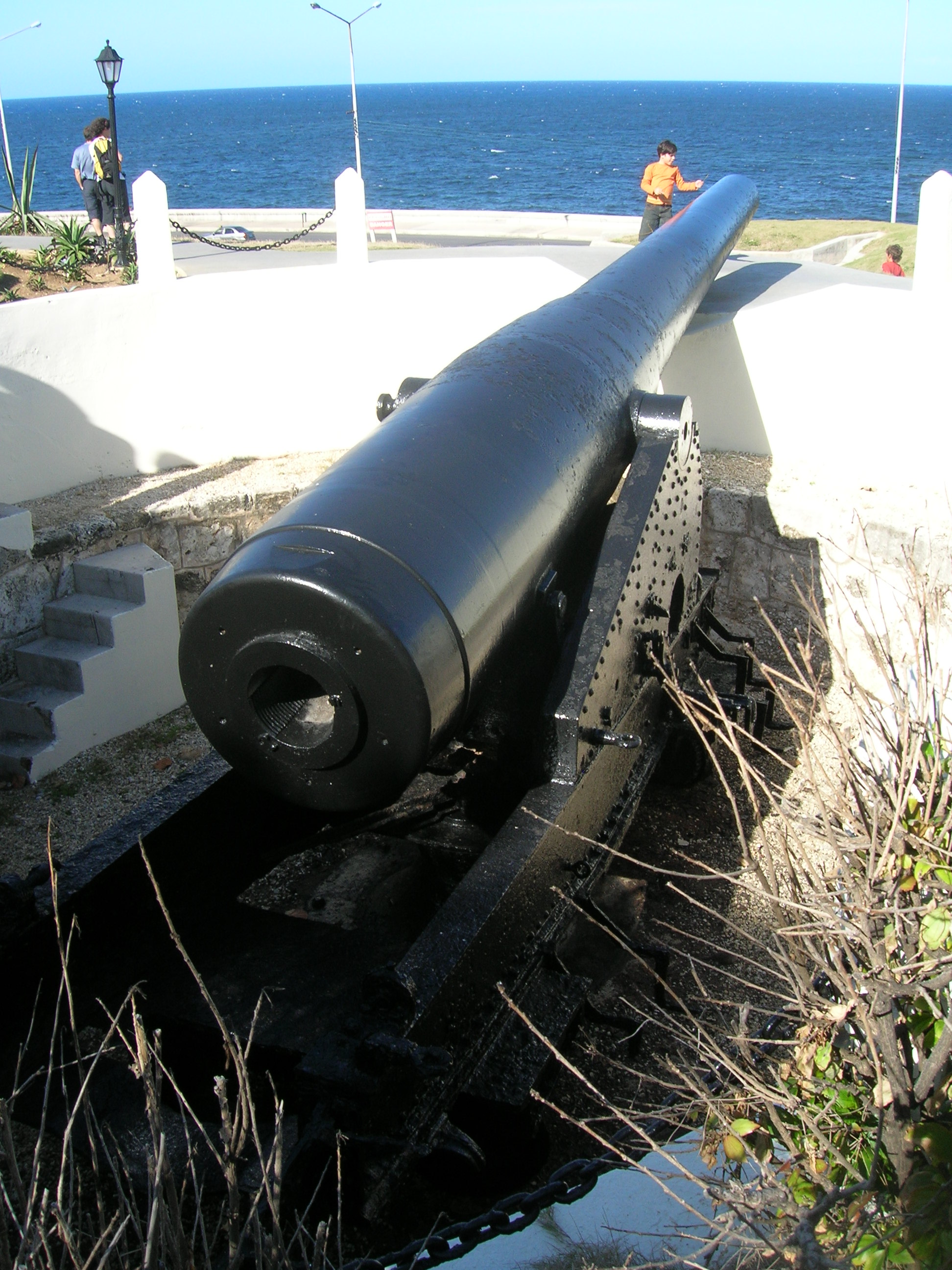
ハバナサンタ・クララの305mmオルドネス砲

オルドネス砲（オルドネスほう、英語:Ordóñez guns）は、要塞砲の一種で、スペイン軍砲兵隊将校のサルバドル・ディアス・オルドネスが19世紀に設計した。

## 特徴
口径は150mm〜305mm。アストゥリアスのトルビア兵器工場で制作され、プエルトリコ、キューバ、フィリピン、セウタなどの堡塁や本営の砲列に導入された。ただし伝えられるところによれば、スペイン軍は防衛にあたってオルドネス砲よりも高い品質を持つが高価であったホントリア砲を通常は維持しており、ハバナでは120〜160mmのホントリア砲が設置されていた。
後装式の大砲で、銃身はライフリングが施され、閉鎖機、トラニオンが取り付けられていた。閉鎖機構はフランス式また隔螺式のレバー作動型で、オブチュレイティング・リングはクルップ社設計であった。
アメリカ海軍情報局の1892年報告では、オルドネス砲を他の同等の口径の大砲よりも威力は落ちるが、鋼鉄製ではないため廉価であると報告された。ハバナで押収された305mmのオルドネス砲と米海軍の12インチ全鋼鉄製の大砲との比較では、オルドネス砲の薬室は長く狭いため火薬が少なく、砲弾の速度は遅く、飛距離も短かった。

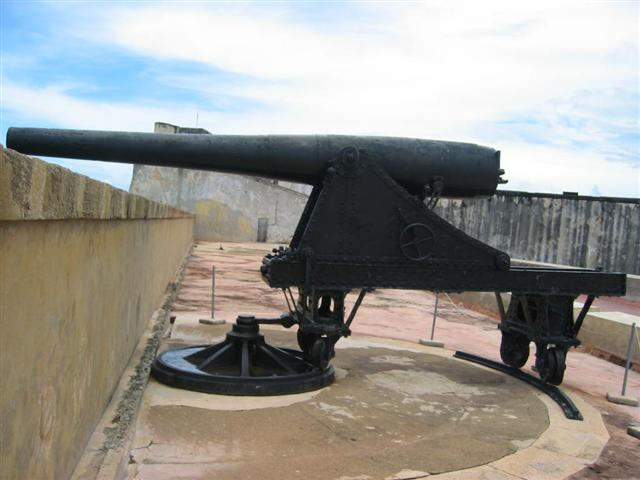
プエルトリコのサンクリストバル城のオルドネス大砲

アメリカ軍はハバナ、マニラ、プエルトリコで150mmオルドネス砲を、ハバナ、マニラで240mmオルドネス砲を、ハバナで305mmオルドネス砲と210mm榴弾砲を押収した。

## 実戦での使用例
1898年の米西戦争中に、ハバナ、マニラで使用され、米比戦争でもスービック海軍基地において使用された。
キューバのサンタ・クララに設置されたオルドネス砲は1898年、米軍船に向けて砲撃したが、命中しなかった

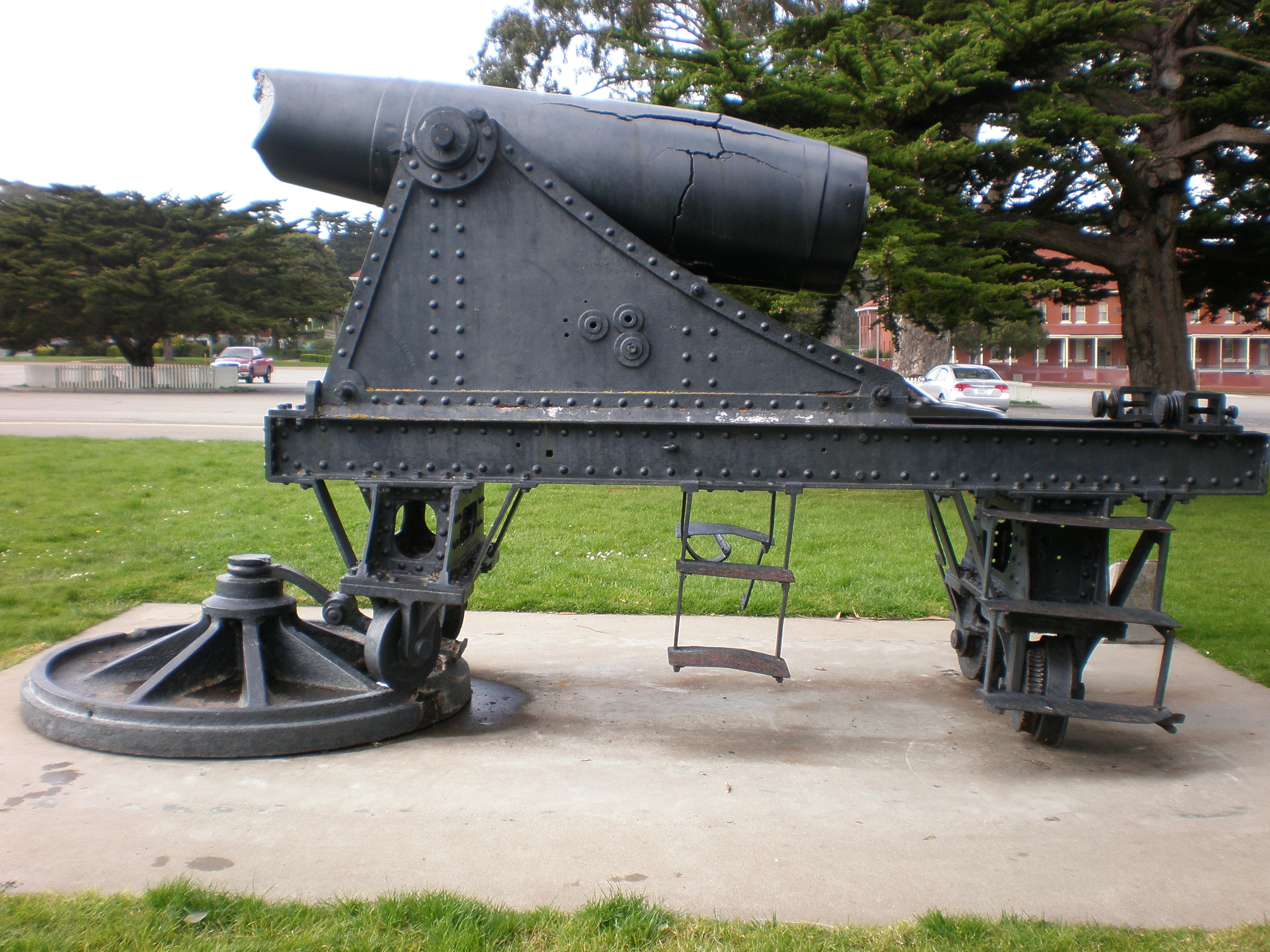
サンフランシスコで展示される、かつてスービックで破壊されたオルドネス大砲

1899年、米軍がスービック堡塁を攻撃した際には、チャールストン防護巡洋艦の砲撃によって、堡塁のオルドネス砲は使用不能となる損傷を受けた。ウィリアム・ランドルフ・ハーストは鹵獲されたオルドネス砲をサンフランシスコで展示した。
フィリピン革命軍も使用した。
オルドネス砲が戦闘で使用された最後の例は、1937年、スペイン内戦中、スペイン第二共和政軍がマドリッドで使用したM1916榴弾砲といわれ、また、ナショナリスト派も装甲列車に大砲を装着したといわれるが、これがオルドネス砲かは不明である。